# Patricia Canning Todd
Mary Patricia « Pat » Canning (née le 22 juillet 1922 à San Francisco, Californie et décédée le 5 septembre 2015 à Encinitas) est une joueuse de tennis américaine des années 1940 et 1950. Elle est aussi connue sous son nom de femme mariée, Patricia Canning-Todd.
Elle signe son plus beau succès en 1947, remportant Roland-Garros en simple dames face à Doris Hart en finale, non sans avoir préalablement éliminé Margaret Osborne duPont.

## Parcours en Grand Chelem (partiel)
Si l’expression « Grand Chelem » désigne classiquement les quatre tournois les plus importants de l’histoire du tennis, elle n'est utilisée pour la première fois qu'en 1933, et n'acquiert la plénitude de son sens que peu à peu à partir des années 1950.